# Sitkinak
Sitkinak (en anglès Sitkinak Island) és una illa de l'arxipèlag Kodiak de l'estat d'Alaska, Estats Units. Es troba al sud de l'illa Kodiak, a la part occidental del golf d'Alaska, i a l'est de l'illa Tugidak, dins del grup de les Illes Trinitat. Forma part del Refugi de fauna marítima d'Alaska. La seva superfície és de 235,506 km² i el punt més alt és a 61 msnm. No té població fixa.
El seu nom, el significat del qual és desconegut, prové de la paraula Shitka o Sitka en llengua esquimoaleutiana. Va ser documentat per primera vegada el 1826 pel tinent Gavril Sarychev com a Ostrov Sitkhunak, i amb diferents grafies: Sitchunack el 1826 per Adam Johann von Krusenstern; i Sitkhinak el 1852 per Mikhaïl Tebenkov.